# Pillemoine
Pillemoine là một xã trong vùng hành chính Franche-Comté, thuộc tỉnh Jura, quận Lons-le-Saunier (quận), tổng Champagnole. Tọa độ địa lý của xã là 46° 42' vĩ độ bắc, 05° 54' kinh độ đông. Pillemoine nằm trên độ cao trung bình là 667 mét trên mực nước biển, có điểm thấp nhất là 654 mét và điểm cao nhất là 816 mét. Xã có diện tích 4.69 km², dân số vào thời điểm 1999 là 56 người; mật độ dân số là 12 người/km².

## Thông tin nhân khẩu
| 1962 | 1968 | 1975 | 1982 | 1990 | 1999 |
| ---- | ---- | ---- | ---- | ---- | ---- |
| 68   | 74   | 48   | 43   | 40   | 56   |